# Liste der Monuments historiques in Hérimoncourt
Die Liste der Monuments historiques in Hérimoncourt führt die Monuments historiques in der französischen Gemeinde Hérimoncourt auf.

## Liste der Immobilien
| Bezeichnung | Beschreibung                                                                                     | Standort                            | Kennzeichnung | Schutzstatus | Datum | Bild           |
| ----------- | ------------------------------------------------------------------------------------------------ | ----------------------------------- | ------------- | ------------ | ----- | -------------- |
| La Bastille | Arbeiterwohnhaus mit Laubengang, drittes Viertel des 19. Jahrhunderts; einschließlich der Gärten | 83 rue du Commandant-Rolland (Lage) | PA00101653    | Classé       | 1936  | weitere Bilder |